# Мартинес, Хуан де Диос
Хуан де Диос Мартинес Мера (исп. Juan de Dios Martínez Mera, 8 марта 1875 — 27 октября 1955) — эквадорский адвокат и политик, президент Эквадора в 1932–1933 годах.

## Биография
Родился в 1875 году в Гуаякиле; его дед профинансировал строительство большинства значимых зданий Гуаякиля, а отец был известным преподавателем, бросившим ради преподавания бизнес. Изучал медицину и право в Университете Гуаякиля, но не стал завершать образование из-за инцидента с деканом. В возрасте 20 лет принял участие в военной кампании Элоя Альфаро. В 1902 году стал заместителем ректора Колледжа имени Висенте Рокафуэрте. В 1910 году принял участие в вооружённом конфликте с Перу в звании капитана. В 1920 году стал депутатом от провинции Гуаяс, в 1921 году возглавил Палату депутатов. С 1922 года был менеджером в Эквадорской компании табака и табачных изделий.
Исидро Айора, став конституционным президентом, назначил его министром финансов, однако через 6 месяцев Мартинес ушёл в отставку и посвятил себя сельскому хозяйству. В 1931 году вставший во главе исполнительной власти Альфредо Бакерисо Морено вновь сделал его министром финансов.
На президентских выборах 1931 года победил представитель консерваторов Нептали Бонифас. Выступавшие против него либералы провели через Конгресс решение о том, что он не может занять пост президента, так как имеет перуанское гражданство. В ответ на это 27 августа 1932 года восстал гарнизон Кито, вынудив исполнявшего обязанности главы исполнительной власти Альфредо Бакерисо укрыться в посольстве Аргентины. После подавления этого выступления, вошедшего в историю Эквадора как «четырёхдневная война», во главе исполнительной власти встал Карлос Эдуардо Фрейле Ларреа, а в стране были назначены новые президентские выборы, на которых победил Хуан де Диос Мартинес.
Хуан де Диос Мартинес вступил в должность 5 декабря 1932 года. Он создал правительство, состоящее целиком из представителей либералов. Последовавший экономический спад и радикализация консерваторов сделали правительство непопулярным, и после того, как 17 мая 1933 года восстало три батальона гарнизона Риобамба, правительство ушло в отставку. Мартинесу пришлось сформировать новый кабинет.
В это время шёл вооружённый конфликт между Колумбией и Перу. Колумбия пыталась привлечь на свою сторону Эквадор, но Мартинес избегал втягивания страны в чужой конфликт. Однако не все в стране были согласны с такой точкой зрения, и глава Палаты депутатов Хосе Веласко Ибарра обвинил Мартинеса в неправильной внешней политике, а также в том, что он был избран с помощью обмана. 15 августа 1933 года 48 голосами против 22 Конгресс проголосовал за отставку президента. Мартинес отказался подписать это решение, и тогда 17 августа Конгресс проголосовал за вотум недоверия правительству, вынудив Кабинет уйти в отставку. Мартинес сформировал новый кабинет, но Конгресс вновь проголосовал за недоверие, и противостояние продолжилось. В итоге, Мартинес сформировал один за другим семь составов кабинета, но так и не пошёл на роспуск Конгресса. Однако 17 октября за отставку президента проголосовал и Сенат, и Мартинесу всё-таки пришлось оставить свой пост.
После ухода в отставку Хуан де Диос Мартинес больше не занимался политикой, хотя и продолжал оставаться членом Либеральной партии.